# Xudat
Xudat – miasto w północnym Azerbejdżanie, w rejonie Xaçmaz. Populacja wynosi 14 649 osób.